# Leire Iglesias Santiago
Leire Iglesias Santiago (Fuenterrabía, 26 de mayo de 1978) es una política española. Desde el 5 de diciembre de 2023 es directora general de la Entidad Pública Empresarial de Suelo, empresa pública dependiente del Ministerio de Vivienda.

## Biografía
Nació el 26 de mayo de 1978 en el municipio guipuzcoano de Fuenterrabía y estudió ciencias políticas. Afiliada al PSOE, ha desarrollado su trayectoria política en Extremadura. En 1999 fue concejala en el ayuntamiento de Cáceres (1999-2001) y posteriormente directora general de Juventud de la Junta de Extremadura (2001-2003). De 2001 a 2009 fue secretaria general adjunta de la Organización Iberoamericana de Juventud, organismo que promueve la cooperación iberoamericana. De 2004 a 2008 fue directora general del Instituto de la Juventud. 
Además, ha sido presidenta de la Fundación Tomás Meabe, dedicada al estudio del fundador de las Juventudes Socialistas de España. En las elecciones generales de 2011 formó parte de las listas del PSOE por la circunscripción electoral de Cáceres y obtuvo el escaño de diputada.
De 2017 a 2019 fue Consejera de Cultura e Igualdad en el gobierno de Extremadura liderado por Guillermo Fernández Vara y entre julio de 2019 y julio de 2023 estuvo al frente de la Consejería de Movilidad, Transporte y Vivienda de Extremadura, área desde la que se desarrollaron y ejecutaron los programas del Plan Estatal y autonómico de Vivienda, además impulsar las políticas públicas de vivienda en esa comunidad autónoma.
El 5 de diciembre de 2023 fue nombrada directora general de la Entidad Pública Empresarial de Suelo (SEPES) a propuesta de la ministra de Vivienda y Agenda Urbana, Isabel Rodríguez.

## Cargos desempeñados
- Concejala del Ayuntamiento de Cáceres (1999-2001).
- Directora general de Juventud de la Junta de Extremadura (2001-2003).
- Directora general del Instituto de la Juventud (2004-2008).
- Diputada por Cáceres en el Congreso de los Diputados (2011-2015).
- Consejera de Cultura e Igualdad de la Junta de Extremadura (2017-2019).
- Consejera de Movilidad, Transporte y Vivienda (2019-2023)
- Directora general de la Entidad Pública Empresarial del Suelo (desde 2023)